# Collingwood Ingram
Collingwood „Cherry“ Ingram (* 28. Oktober 1880 in London; † 19. Mai 1981 in Benenden, Grafschaft Kent) war ein britischer Offizier, Reisender, Botaniker, Gärtner, Dendrologe und Ornithologe. Sein botanisches Autorenkürzel lautet „Ingram“.

## Leben
Collingwood Ingram war der Enkel von Herbert Ingram, dem Mitbegründer des englischen Magazins The Illustrated London News, und der Sohn von Sir William Ingram. Während des Ersten Weltkriegs diente er bei den Royal Flying Corps.
Neben seiner Sammlertätigkeit in Südafrika und Asien war Ingram als Züchter von Japanischen Zierkirschen bekannt, was ihm den Spitznamen „Cherry“ einbrachte. Er begann sich für Zierkirschen bei seiner Hochzeitsreise 1907 in Japan zu interessieren und brachte zahlreiche Edelreiser nach Großbritannien, wo er sie weiter züchtete. Als die große weiße Kirsche 1926 in Japan ausstarb führte er sie aus seiner eigenen Züchtung wieder in Japan ein. Er verschickte auch weltweit rund hundert Kirschsorten aus seiner Zucht.
Zu den von Ingram beschriebenen Pflanzentaxa zählen Gladiolen aus Südafrika, Rhododendren aus Japan sowie Kirscharten aus Persien und Japan. Darüber hinaus verfasste Ingram die wissenschaftlichen Erstbeschreibungen zu Vogeltaxa wie Lichenostomus virescens forresti (Unterart des Pfeifhonigfressers), zu Turnix maculosus horsbrughi (Unterart des Fleckenlaufhühnchens), zu Eudynamys scolopaceus harterti (Unterart des Indischen Koels), zur Taiwanschuppentimalie (Pnoepyga formosana), zu Nucifraga caryocatactes owstoni (Unterart des Tannenhähers), zu Mirafra javanica rufescens (Unterart des Horsfieldlerche), zu Aegithalos caudatus taiti (Unterart des Schwanzmeise) und zu Tetrao urogallus aquitanicus (eine in den Pyrenäen endemische Unterart des Auerhuhns).

## Mitgliedschaften und Ehrungen
Ingram war Mitglied in der Royal Horticultural Society, in der Linnean Society of London und in der British Ornithologists’ Union.
Oldfield Thomas benannte die Nördliche Flachkopfbeutelmaus (Planigale ingrami) und Ralph Anthony Blakelock die Geißklee-Art Cytisus ingramii zu Ehren von Collingwood Ingram. Daneben tragen Kultivare des Rosmarins, des Fächer-Ahorns und der Japanischen Blütenkirsche seinen Namen.
Collingwood Grange, das ehemalige Grundstück von Collingwood Ingram in Benenden, ist heute ein Privatpark, in dem Züchtungen von Rhododendren und Japanischen Blütenkirschen gezeigt werden.

## Werke (Auswahl)
- The Birds of Yunnan In: Novitates Zoologicae Volume 19, 1912.
- The Birds of the Riviera ...: An Account of the Avifauna of the Côte D'Azur from the Esterel Mountains to the Italian Frontier, Witherby, 1926
- Isles of the Seven Seas. Hutchinson & Co., Ltd., 1936
- Ornamental Cherries. Country Life Limited, 1948
- In Search of Birds. F. & G. Witherby, 1966
- A Garden of Memories. Witherby, 1970. ISBN 978-0-85493-076-0
- The Migration of the Swallow: Symbol of Summer, Talisman of Good Fortune. Witherby, 1974